# Bonnevie-Ullrich-Syndrom
Das Bonnevie-Ullrich-Syndrom oder Status Bonnevie-Ullrich ist eine veraltete Bezeichnung aus der Zeit vor der Zytogenetik und bezeichnet eine Pterygium-colli-Bildung mit assoziierten Befunden des Ullrich-Turner- oder Noonan-Syndroms. Häufig bestehen auch Skelettfehlbildungen und Lymphödem an Hand- und Fußrücken.
Die Namensbezeichnungen beziehen sich auf den Kinderarzt Otto Ullrich und die norwegische Biologin und Genetikerin Kristine Bonnevie.